# Мяунджа
Мя́унджа (на руски: Мяунджа) е селище от градски тип в Магаданска област, Русия. Разположено е на брега на река Мяунджа, на около 435 km северозападно от Магадан. Към 2015 г. населението му възлиза на 1677 души.

## История
Предполага се, че името Мяунджа произлиза от евенски език (Мэвундя) и означава „сърце“. Селището е основано през 1950 г. във връзка със строежа на Аркагалинската ТЕЦ, която започва работа през 1955 г. През 1957 г. получава статут на селище от градски тип.

## Население
| 1959 | 1970 | 1979 | 1989 | 2002 | 2009 | 2010 |
| ---- | ---- | ---- | ---- | ---- | ---- | ---- |
| 4390 | 3342 | 5001 | 5090 | 2131 | 1812 | 1663 |
| 2012 | 2013 | 2014 | 2015 |      |      |      |
| 1747 | 1729 | 1679 | 1677 |      |      |      |

## Икономика
Икономиката на селището се гради на електроенергията, която се произвежда в Аркагалинската ТЕЦ.